# Víctor Beltrán
Víctor Manuel Beltrán Reveco (* 3. Oktober 1932 in Santiago; † 21. März 2023 ebenda) war ein chilenischer Fußballspieler. Der Stürmer wurde 1958 chilenischer Meister.

## Karriere
Víctor Beltrán, auch Chico oder Mocho genannt, begann seine Karriere 1951 bei Deportes Iberia und wechselte 1956 zu den Santiago Wanderers, wo er seine erfolgreichste Zeit erlebte. Der Offensivakteur gewann nach einer Leihe 1957 zu Santiago Morning mit den Wanderers die Meisterschaft 1958 und die Copa Chile 1959. Anschließend spielte er noch für Deportes Temuco, Unión Española, Fernández Vial, Ñublense und zuletzt für Gente de Mar.

## Erfolge
Santiago Wanderers
- Chilenischer Meister: 1958
- Chilenischer Pokalsieger: 1959